# Leon Sametini
Leon Sametini (Rotterdam, 16 maart 1886 – Chicago, 20 augustus 1944) was een Nederlands violist die in de Verenigde Staten veel bekender werd.
Hij was zoon van de Zeeuwen musicus Samuel Samehtini en Roosje de Groot (dochter van musicus Joachim de Groot). Rond 1904 sneuvelde de h uit Samehtini. Hijzelf was getrouwd met Louise Ferrarar en later met Augustina Molinier. Zoon Robert L. Sametini werd ook musicus. 
Zijn muziekopleiding startte in Rotterdam bij zijn oom M. de Groot. Vanaf zijn zesde tot tiende was hij leerling van Felice Togni en ook Bram Eldering op het Conservatorium van Amsterdam. Daarna volgde nog als pensionaire van koningin Wilhelmina der Nederlanden korte studie bij Otakar Ševčík in Praag, die voor wat betreft vioolspel nadruk legde op de vingers op de snaren, terwijl Eldering juist nadruk legde op de strijkarm. In Praag leerde hij ook van Antonín Dvořák (volgens eigen zeggen zijn buurman) en met name op het gebied van diens Vioolconcert. Hij leerde echter meer uit de uitvoeringen van Eugène Ysaÿe en andere sterviolisten dan van toenmalige vioollessen. 
Hij vestigde zich in 1904 in Londen en ondernam van daaruit concertreizen naar Europa en Australië, maar niet zozeer in Nederland. Hij bespeelde daarbij, opnieuw gesponsord door Wilhelmina, een viool uit 1730 van vioolbouwer Sancto Seraphin. In Londen begon hij ook les lesgeven; Isolde Menges was zijn bekendste leerling. Hij leerde daar ook de Amerikaanse violist Francis Macmillen kennen, die hem op zijn beurt kennis liet maken met Ziegfeld, de directeur van het Chicago Musical College, die een plaatsvervanger zocht voor Felix Berber, die niet naar Chicago kon komen vanwege de matige gezondheid van zijn vrouw. Sametini werd er de opvolger van Alexander Seebald. Sametini zou het tot onderdirecteur brengen. Ook daar kreeg hij later bekende violisten onder zijn hoeden: Silvestre Revueltas, Aaron Rosand, Harry Adaskin, Oliver Colbentson en Guila Bustabo. Hij maakte daarbij gebruik van beide lesmethoden als ook van Urstudien van Carl Flesch. In Chicago organiseerde hij vanuit zijn woning kamermuziekconcerten waarbij het neusje van de zalm optrad zoals bijvoorbeeld Jascha Heifetz en Fritz Kreisler.
Hij liet zich in 1924 tot Amerikaan naturaliseren. Sametini overleed in het Grant Hospital te Chicago aan een hartinfarct.
Minstens drie componisten droegen werken aan hem op: George Coleman Young (Arietta), Leo Sowerby (Suite voor viool en piano) en Edward Joseph Collins (een vioolsonate). Van Sametini is een beperkt aantal opnamen bekend.  